# 1395
Cette page concerne l'année 1395  du calendrier julien. Pour l'année 1395 av. J.-C., voir 1395 av. J.-C.
L'année 1395 est une année commune qui commence un vendredi.

## Événements
- 18 février : Sigismond, roi de Hongrie, confère aux marchands de Brașov plusieurs privilèges commerciaux[1]. Face à la menace turque, les Saxons de Transylvanie obtiennent le droit de fortifier leurs cités et les églises de village (Kirchenburgen).
- 7 mars : traité de Brașov entre Sigismond de Hongrie et Mircea de Valachie contre les Ottomans[2].
- 8 mars : début du règne de Nasir-ad-din Mahmoud, sultan de Delhi[3].

- 13 avril : Jean de Gerson devient chancelier de l’université de Paris[4]. Il tente de mettre un terme au Grand Schisme d'Occident en convoquant un concile qui permettrait d’œuvrer à une réforme complète de l’Église.
- 15 avril : Tamerlan vainc Togtamich à la bataille du Terek[5]. Expédition de Tamerlan contre la Horde d'or. Saraï et Astrakhan sont détruites.
- Avril : Ladislas le Magnifique assiège Naples par terre et par mer ; quatre galères provençales mettent son escadre en fuite le 15 mai[6].
- 11 mai : l’empereur Wenceslas érige en duché le territoire de Milan. Le premier duc de Milan Gian Galeazzo Visconti tente alors d’étendre son influence sur une grande partie de la péninsule[7].

- 17 mai :

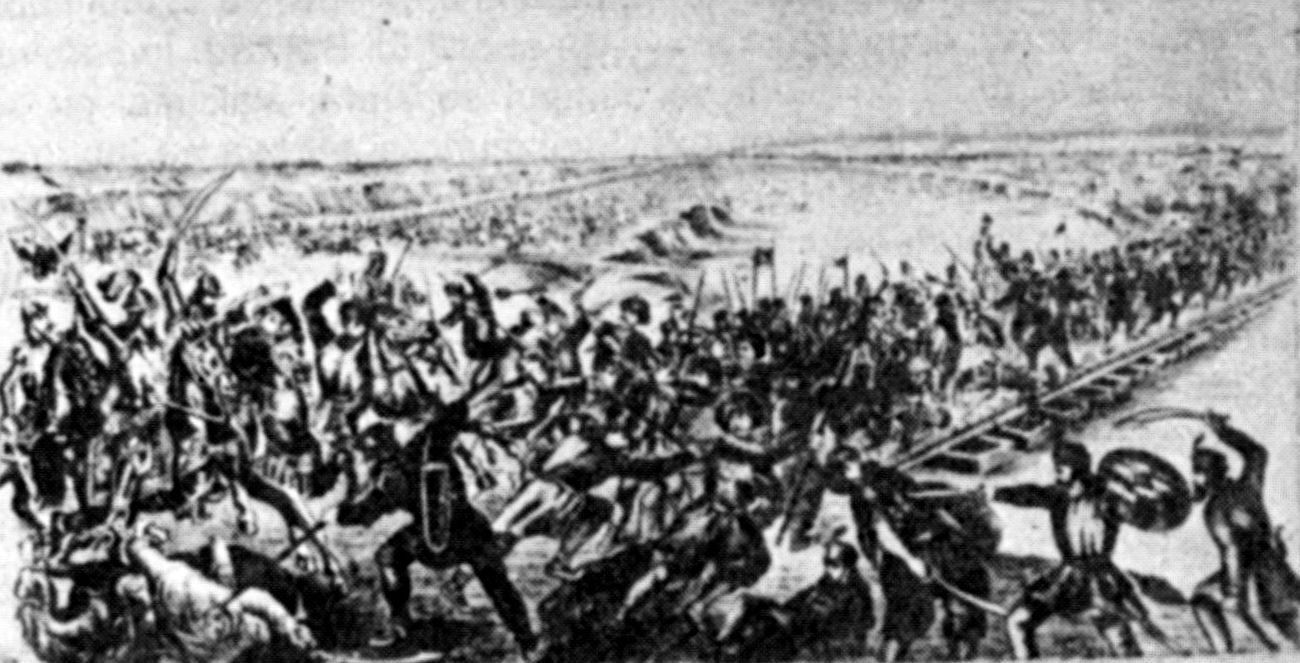
17 mai : bataille de Rovine.

  - victoire du prince de Valachie Mircea l'Ancien sur les Turcs à Rovine (Argeş)[8]. Mircea, aux prises avec une révolte des boyards s’enfuit en Transylvanie pour se mettre sous la protection du roi de Hongrie. Son adversaire devient voïévode de Valachie sous le nom de Vlad Ier l'Usurpateur et accepte de payer le tribut (haraci) au Sultan ottoman (fin en 1397).
  - à la mort de Marie de Hongrie[9], son époux Sigismond de Bohême-Luxembourg devient roi de Hongrie. Il est sollicité par le pape et l’empereur byzantin Manuel II Paléologue pour organiser une croisade contre les Ottomans.
- 26 août : retraite de Tamerlan en Russie. Après avoir vaincu le Mongol Togtamich, Tamerlan menace Moscou et ravage Riazan. Le prince de Moscou Vassili Ier ordonne le transfert à Moscou de l’icône de la Vierge dite « de Vladimir », au moment où Tamerlan fait un brusque demi-tour et épargne la ville le 26 août. L’icône est considérée comme la protectrice de la cité[10].
- 29 août : Albert IV de Habsbourg devient duc d’Autriche (fin en 1404)[11].
- 02 septembre : création du régiment de sapadores bombeiros de lisboa https://www.lisboa.pt/cidade/seguranca-e-prevencao/bombeiros/cronologia.
- Automne : Tamerlan pille la Crimée. Il met La Tana (Azov) à sac et réduit en captivité tous les résidents chrétiens. Le riche comptoir génois de Caffa est désorganisé[10].
- Hiver 1395-1396 : Tamerlan détruit Saraï, capitale de la Horde d'or[5].